# Isla Buck (Islas Vírgenes Británicas)
La isla Buck (en inglés: Buck island) es una isla de propiedad privada de las Islas Vírgenes Británicas en el Caribe.
Un antiguo propietario había comenzado a construir un puente entre la isla Bucky la parte continental de Tórtola, pero la construcción cesó cuando se descubrió que bajo ley de las Islas se crearía un derecho a favor de los ciudadanos a cruzar el puente y utilizar las playas de la isla. La isla también tiene una pista de aterrizaje obsoleta en ella, que ahora está en ruinas.
Curiosamente, en las inmediaciones de las Islas Vírgenes de los Estados Unidos, hay dos otros islotes que llevan el nombre de "isla Buck".